# 라이언 시티 세일러스 FC
라이언 시티 세일러스 FC는 싱가포르 프리미어리그에 참가하는 싱가포르의 축구 클럽이다. 1995년 싱가포르 경찰 축구단으로 창단하였지만, 이듬해 경찰 뿐만 아니라 군인, 민방위까지 포함하는 의미에서 홈 유나이티드로 개명하였다가 2020년 2월 팀명을 라이언 시티 세일러스로 변경했다. 1999년과 2003년에 S리그에서 우승을 차지하였고 2000년, 2001년, 2003년 그리고 2005년엔 싱가포르 컵에서 우승하였다. 클럽의 마스코트는 용으로 2020년 AFC 챔피언스리그에서 울산 현대를 우승으로 이끈 김도훈이 감독을 맡았고 대한민국 대표팀 출신으로 2번의 FIFA 월드컵 본선(2014년, 2018년)에 출전했고 2014년 아시안 게임에서 28년만의 대한민국의 아시안 게임 금메달을 이끈 김신욱, 대한민국에서 싱가포르로 귀화한 송의영이 이 팀에서 활동했다.

## 우승 기록

#### 국내
- 싱가포르 프리미어리그

우승 (3): 1999, 2003, 2021
- 싱가포르 컵

우승 (4): 2000, 2001, 2003, 2005, 2011

## 선수 명단

### 현역
참고: FIFA 자격 규정에 따라 소속된 국가대표팀 국기를 표시합니다. 선수는 복수의 FIFA 비회원국 국적을 가지고 있을 수 있습니다.
| 번호 | 포지션 | 국적                  | 이름              |
| ---- | ------ | --------------------- | ----------------- |
| 4    | DF     | 크로아티아            | 토니 다코비치     |
| 8    | MF     | 포르투갈              | 루이 피레스       |
| 10   | MF     |                       | 바트 람셀라       |
| 15   | MF     | 싱가포르              | 송의영            |
| 17   | FW     |                       | 막심 레스티엔     |
| 18   | MF     | 보스니아 헤르체고비나 | 오브렌 클라이치   |
| 20   | DF     |                       | 세르지오 카르모나 |
| 26   | DF     |                       | 베일리 라이트     |
| 29   | DF     | 포르투갈              | 디오고 코스타     |

| 번호 | 포지션 | 국적   | 이름         |
| ---- | ------ | ------ | ------------ |
| 68   | DF     | 시리아 | 알리 알 리나 |

## 역대 감독
| 감독                | 임기      |
| ------------------- | --------- |
| 이임생              | 2010~2014 |
| 김도훈              | 2021~2022 |
| 알렉산다르 란코비치 | 2023~     |